# Arara hnědočelý
Arara hnědočelý (Rhynchopsitta terrisi) je druh papouška z čeledi papouškovitých, spolu s ararou zeleným tvoří rod Rhynchopsitta. Je endemitem Mexika.

## Popis
Arara hnědočelý dosahuje výšky 40 – 45 cm a hmotnosti 390 – 470 g. Je zbarven převážně zeleně, přičemž čelo a pruh nad okem jsou zbarveny tmavě červeně a horní část křídel světle červeně. Kolem oka je výrazný žlutý oční kroužek, oční duhovka je žlutá až oranžová. Zobák je černý, běháky šedé až černé.
Na rozdíl od arary zeleného chybí žlutý pruh pod křídlem a zbarvení je celkově tmavší.

## Rozšíření
Arara hnědočelý je endemický druh papouška, vyskytující se převážně v pohoří Sierra Madre Oriental. Žije ve vzrostlých borových, borovo-dubových a smíšených jehličnatých lesích v nadmořské výšce 2 000 až 3 500 m n. m. Vyskytuje se ve státech Coahuila, Nuevo León a Tamaulipas.

## Chování
Ararové hnědočelí hnízdí ve vápencových útesech poblíž tekoucí vody ve velkých koloniích. V červenci nakladou jedno až tři vejce a mláďata vylétají kolem listopadu. Sezónně migrují na krátké vzdálenosti.

## Ohrožení
Tento druh papouška je považován za ohrožený taxon, zejména kvůli nadměrné pastvě a ničení přirozeného životního prostředí. V současnosti přežívá ve volné přírodě zhruba 2 500 až 3 000 papoušků.